# Bothrocophias
Bothrocophias är ett släkte av ormar som ingår i familjen huggormar.
Släktets medlemmar är med en längd upp till en meter medelstora ormar. De lever i lägre bergstrakter i anslut till Anderna i Sydamerika. Habitatet varierar mellan gräsmarker och regnskogar. Arterna äter groddjur, ödlor, småfåglar och mindre däggdjur. Honor föder levande ungar (ovovivipari).
Arter enligt Catalogue of Life:
- Bothrocophias campbelli
- Bothrocophias hyoprora
- Bothrocophias microphthalmus
- Bothrocophias myersi

The Reptile Databas listar ytterligare två arter:
- Bothrocophias andianus
- Bothrocophias colombianus